# Espacio de Banach
En matemáticas, un  espacio de Banach  es un espacio vectorial normado y completo en la métrica definida por su norma.[1]. Es llamado así en honor del matemático polaco, Stefan Banach, es uno de los objetos de estudio más importantes en análisis funcional. Los espacios de Banach son un concepto importante en el análisis matemático y se utilizan en una amplia variedad de aplicaciones, como la teoría de operadores lineales y la teoría de funciones de variable compleja. Un espacio de Banach es típicamente  un espacio de funciones de dimensión infinita.

## Definición
Un espacio de Banach es un espacio vectorial normado y completo en la métrica definida por su norma. Esto quiere decir que un espacio de Banach es un espacio vectorial {\displaystyle V} sobre el cuerpo de los números reales o el de los complejos con una norma {\displaystyle ||\cdot ||} tal que toda sucesión de Cauchy (con respecto a la métrica {\displaystyle d(x,y)=||x-y||} en {\displaystyle V}) tiene un límite en {\displaystyle V}.

## Ejemplos
De aquí en adelante, {\displaystyle \mathbb {K} } designará uno de los cuerpos {\displaystyle \mathbb {R} } o {\displaystyle \mathbb {C} }:
- Los conocidos espacios euclidianos {\displaystyle \mathbb {K} ^{n}}, donde la norma euclidiana de {\displaystyle x=(x_{1},x_{2},\dots ,x_{n})} está dada por {\textstyle ||x||=(\sum _{j=1}^{n}|x_{j}|^{2})^{1/2}}, son espacios de Banach.
- El espacio de todas las funciones continuas {\displaystyle f:[a,b]\to \mathbb {K} } definidas sobre un intervalo compacto (cerrado y acotado) {\displaystyle [a,b]} tiene la estructura de espacio de Banach si definimos la norma según {\displaystyle \|\;f\;\|=\sup\{|f(x)|:x\in [a,b]\}.} Esta es una norma, gracias al hecho de que las funciones continuas definidas sobre un intervalo cerrado están acotadas. Este espacio es completo con esta norma, y el espacio de Banach resultante se denota por {\displaystyle C[a,b]}. Este ejemplo se puede generalizar al espacio {\displaystyle C(X)} de todas las funciones continuas {\displaystyle X\to \mathbb {K} }, donde {\displaystyle X} es un espacio compacto, o al espacio de todas las funciones continuas acotadas {\displaystyle X\to \mathbb {K} }, donde {\displaystyle X} es cualquier espacio topológico, y aún al espacio {\displaystyle B(X)} de todas las funciones acotadas {\displaystyle X\to \mathbb {K} }, donde {\displaystyle X} es cualquier conjunto. En todos estos ejemplos podemos multiplicar funciones y quedar en el mismo espacio: todos estos espacios son, de hecho, álgebras de Banach unitarias.

### Espacios de sucesiones
Si {\displaystyle p\geq 1} es un número real, podemos considerar el espacio de todas las sucesiones infinitas {\displaystyle (x_{1},x_{2},x_{3},\dots )} de elementos en {\displaystyle \mathbb {K} \in \{\mathbb {R} ,\mathbb {C} \}} tales que la serie infinita {\textstyle \sum _{k=1}^{\infty }|x_{k}|^{p}} es finita. Entonces se define la {\displaystyle p}-norma (o norma-{\displaystyle p}) de la sucesión como la raíz {\displaystyle p}-ésima del valor de la serie. Este espacio, junto a su norma, es un espacio de Banach; se denota por {\displaystyle \ell ^{p}}:
{\displaystyle \ell ^{p}(\mathbb {K} ):=\left\{(x_{1},x_{2},\dots )\in \mathbb {K} ^{\mathbb {N} }\colon \ \sum _{k=1}^{\infty }|x_{k}|^{p}<\infty \right\}}
El espacio de Banach {\displaystyle \ell ^{\infty }} consiste en todas las sucesiones acotadas de elementos en {\displaystyle \mathbb {K} }; la norma de una de estas sucesiones se define como el supremo de los valores absolutos de los miembros de la sucesión.

### Espacios de funciones Lp
Si {\displaystyle p\geq 1} es un número real, podemos considerar a todas las funciones {\displaystyle f:\Omega \subset \mathbb {R} ^{n}\to \mathbb {R} } tales que | f |p es Lebesgue-integrable, es decir el conjunto
{\displaystyle F_{p}(\Omega )=\{f:\Omega \to \mathbb {R} ^{n}|\int _{\Omega }|f(\mathbf {x} )|^{p}\ d\mathbf {x} <\infty \}}
Se define la norma de {\displaystyle f} como la raíz {\displaystyle p}-ésima de esta integral. Por sí mismo, este espacio no es un espacio de Banach porque existen funciones no nulas cuya norma es cero. Definimos una relación de equivalencia como sigue:
{\displaystyle f\sim g\Leftrightarrow \int _{\Omega }|f-g|^{p}\ d^{n}\mathbf {x} =0}
Es decir, {\displaystyle f} y {\displaystyle g} son equivalentes si y solo si la "semi-norma" de {\displaystyle f-g} es cero. El conjunto de las clases de equivalencia obtiene entonces la estructura de espacio de Banach y es denotado por {\displaystyle L^{p}(\Omega )}:
{\displaystyle L^{p}(\Omega )=F_{p}(\Omega )/\sim }
Es crucial usar la integral de Lebesgue en lugar de la integral de Riemann en este caso, porque la integral de Riemann no daría un espacio completo. Estos ejemplos se pueden generalizar: ver espacios L p para más detalles.

### Otros ejemplos
- Si {\displaystyle X} y {\displaystyle Y} son dos espacios de Banach, entonces podemos formar su suma directa {\displaystyle X\oplus Y}, que es un espacio de Banach también. Esta construcción se puede generalizar para la suma directa de una cantidad arbitraria de espacios de Banach.
- Si {\displaystyle M} es un subespacio vectorial cerrado de un espacio de Banach {\displaystyle X}, entonces el espacio cociente {\displaystyle X/M} es un espacio de Banach también.
- Finalmente, todo espacio de Hilbert es un espacio de Banach. El recíproco no es cierto.

### Conjunto bicompacto
Un conjunto {\displaystyle S} en un espacio de Banach {\displaystyle X} se llama bicompacto si de toda sucesión {\displaystyle x_{n}} de {\displaystyle S}, con {\displaystyle n\in \mathbb {N} } se puede obtener un subsucesión, cuyo límite está en {\displaystyle S}.

### Conjunto compacto
Un conjunto {\displaystyle M} de un espacio vectorial normado se llama compacto si de toda sucesión {\displaystyle x_{n}} de {\displaystyle M}, con {\displaystyle n\in \mathbb {N} } se puede extraer una subsucesión fundamental.

### Conjunto localmente compacto
Un conjunto {\displaystyle H} de elementos de un espacio vectorial normado {\displaystyle X} se llama localmente compacto si la intersección de {\displaystyle H} con cualquiera bola cerrada en {\displaystyle X} es compacta.

### Conjunto débilmente compacto
Un conjunto {\displaystyle H} de un espacio de Banach {\displaystyle X} se llama débilmente compacto si de toda sucesión infinita de sus elementos se puede extraer una subsucesión débilmente fundamental.

## Relación con espacios de Hilbert
Como se menciona anteriormente, cada espacio de Hilbert es un espacio de Banach porque, por definición, un espacio de Hilbert es completo con respecto a la norma asociada a su producto interno.
No todos los espacios de Banach son espacios de Hilbert. Una condición necesaria y suficiente para que un espacio de Banach sea también un espacio de Hilbert es la identidad del paralelogramo:
{\displaystyle \|u+v\|^{2}+\|u-v\|^{2}=2(\|u\|^{2}+\|v\|^{2})}
para todo {\displaystyle u} y {\displaystyle v} en nuestro espacio de Banach {\displaystyle V}, y donde {\displaystyle ||\cdot ||} es la norma sobre {\displaystyle V}.
Si la norma de un espacio de Banach satisface esta identidad, entonces el espacio es un espacio de Hilbert, con el producto interno dado por la identidad de polarización. Si {\displaystyle V} es un espacio de Banach real entonces la identidad de polarización es
{\displaystyle (u,v)={\frac {1}{4}}(\|u+v\|^{2}-\|u-v\|^{2})}
y en el caso de que {\displaystyle V} sea un espacio de Banach complejo la identidad de polarización está dada por
{\displaystyle (u,v)={\frac {1}{4}}(\|u+v\|^{2}-\|u-v\|^{2}+i(\|u+iv\|^{2}-\|u-iv\|^{2}))}
Para demostrar que la identidad del paralelogramo implica que la forma definida por la identidad de polarización es verdaderamente un producto interno, se verifica algebraicamente que esta forma es aditiva, de donde, se sigue por inducción que la forma es lineal sobre los enteros y racionales. Entonces, como todo real es límite de alguna sucesión de Cauchy de racionales, la completitud de la norma extiende la linealidad sobre toda la recta real. En el caso complejo uno puede probar también que la forma bilineal es lineal sobre i en un argumento, y conjugada lineal en el otro.

## Construcciones en espacios de Banach

### Operadores lineales
Si {\displaystyle V} y {\displaystyle W} son espacios de Banach sobre el mismo cuerpo {\displaystyle \mathbb {K} }, el conjunto de todas las transformaciones lineales continuas {\displaystyle A:V\to W} se denota por L{\displaystyle L(V,W)}. Es de notar que en espacios de infinitas dimensiones no todas las funciones lineales son automáticamente continuas. {\displaystyle L(V,W)} es un espacio vectorial, y definiendo la norma ||A|| = sup { ||Ax|| : x en V con ||x|| ≤ 1 } se transforma en un espacio de Banach. 
El espacio {\displaystyle L(V)=L(V,V)} forma un álgebra de Banach unitaria, donde la operación de multiplicación está dada por la composición de funciones lineales.

### Espacio dual
Si {\displaystyle V} es un espacio de Banach y {\displaystyle \mathbb {K} } es el cuerpo subyacente (el de los números reales, o bien, el de los números complejos), entonces {\displaystyle \mathbb {K} } es un espacio de Banach (usando el valor absoluto como norma) y podemos definir al espacio dual {\displaystyle V} por V = L(V, K). Este es, de nuevo, un espacio de Banach. Se puede usar para definir una nueva topología para {\displaystyle V}: la topología débil. 
Existe una aplicación isométrica lineal natural {\displaystyle F} de {\displaystyle V} a {\displaystyle V''} definido por {\displaystyle F(x)(f)=f(x)} para todo {\displaystyle x\in V} y {\displaystyle f} en {\displaystyle V''}, como consecuencia del teorema de Hahn-Banach, este mapeo es inyectivo; si llegara a ser sobreyectivo, entonces el espacio de Banach {\displaystyle V} se dice reflexivo. Los espacios reflexivos tienen muchas propiedades geométricas importantes. Un espacio es reflexivo si y solo si su espacio dual es reflexivo, lo que ocurre si y solo si su bola unitaria es compacta en la topología débil. La existencia de una isometría entre {\displaystyle V} y {\displaystyle V''} no es suficiente para que {\displaystyle V} sea reflexivo; es necesario que tal isometría sea {\displaystyle F}.
Por ejemplo, lp es reflexivo para {\displaystyle 1<p<\infty } pero l¹ y l∞ no son reflexivos. El dual de lp es lq donde {\displaystyle p} y {\displaystyle q} están relacionados por la fórmula {\displaystyle 1/p+1/q=1}. Ver espacios L p para más detalles. Un espacio de Hilbert es siempre reflexivo.

### Derivada de Fréchet
Dada una aplicación (no necesariamente lineal) {\displaystyle f:V\to W} entre dos espacios de Banach es posible definir la derivada de esta función generalizando el caso de {\displaystyle \mathbb {R} ^{n}}. Intuitivamente, si {\displaystyle x} es un elemento de {\displaystyle V}, la derivada de {\displaystyle f} en el punto {\displaystyle x} es una forma lineal continua que aproxima {\displaystyle f} cerca de {\displaystyle x}. Formalmente, se dice que {\displaystyle f} es diferenciable en {\displaystyle x} si existe una forma lineal continua {\displaystyle A:V\to W} tal que
{\displaystyle \lim _{h\to 0}{\frac {\|f(x+h)-f(x)-A(h)\|_{W}}{\|h\|_{V}}}=0.}
El límite aquí se toma sobre todas las sucesiones de elementos no nulos de {\displaystyle V} que converjan al nulo de {\displaystyle V}. Si el límite existe, escribimos {\displaystyle Df(x)=A} y le llamamos la derivada de {\displaystyle f} en {\displaystyle x}. 
Esta noción de derivada es una generalización de la derivada ordinaria de funciones R → R, pues las funciones lineales de {\displaystyle \mathbb {R} } a {\displaystyle \mathbb {R} } son las multiplicaciones por números reales.
Si {\displaystyle f} es diferenciable en todos los puntos {\displaystyle x} de {\displaystyle V}, entonces {\displaystyle Df:V\to L(V,W)} es otra función entre espacios de Banach (que no es, en general, lineal), que posiblemente, se puede diferenciar de nuevo, definiendo así derivadas más altas de {\displaystyle f}. La {\displaystyle n}-ésima derivada en un punto {\displaystyle x} se puede ver como una función multilineal {\displaystyle V^{n}\to W}.
La diferenciación es una operación lineal en el siguiente sentido, si {\displaystyle f} y {\displaystyle g} son dos funciones {\displaystyle f,g:V\to W} que son diferenciables en {\displaystyle x} y {\displaystyle r,s\in \mathbb {K} } son escalares entonces {\displaystyle rf+sg} es diferenciable en {\displaystyle x} con {\displaystyle D(rf+sg)(x)=rD(f)(x)+sD(g)(x)}.
La regla de la cadena es también válida en este contexto, si {\displaystyle f:V\to W} es diferenciable en {\displaystyle x\in V} y {\displaystyle g:W\to X} es diferenciable en {\displaystyle f(x)} entonces la función compuesta {\displaystyle g\circ f} es diferenciable en {\displaystyle x} y la derivada es la composición de las derivadas:
{\displaystyle D(g\circ f)(x)=D(g)(f(x))\circ D(f)(x).}

## La propiedad UMD
Al hacer análisis con funciones que toman valores en un espacio de Banach (más precisamente, al estudiar martingalas con valores en espacios de Banach) aparece de forma natural la propiedad UMD (del inglés, unconditional martingale differences). La definición de esta propiedad es la siguiente:

Sea {\displaystyle 1<p<\infty }. Decimos que un espacio de Banach {\displaystyle B} es {\displaystyle {\text{UMD}}_{p}} si existe una constante {\displaystyle C>0} tal que para cualquier martingala {\displaystyle (f_{n})_{n\geq 0}} convergente en {\displaystyle L_{p}(B)} (el espacio Lp con valores en {\displaystyle B}) y para cualquier elección de signos {\displaystyle \xi _{n}\in \{-1,+1\}} tenemos que:{\displaystyle \sup _{n}{\bigg \|}\sum _{i=0}^{n}\xi _{i}df_{i}{\bigg \|}_{L_{p}(B)}\leq C\sup _{n}\|f_{n}\|_{L_{p}(B)},}
donde {\displaystyle df_{0}=f_{0}} y {\displaystyle df_{i}=f_{i}-f_{i-1}} para {\displaystyle i\geq 1}.

Aunque definida en términos de incondicionalidad de martingalas, en realidad la propiedad UMD es de gran relevancia en el análisis en general. De hecho, algunos expertos consideran que los espacios de Banach con la propiedad UMD proporcionan el entorno adecuado para hacer análisis con valores vectoriales.
El matemático Donald Burkholder fue capaz de caracterizar geométricamente los espacios de Banach UMD usando la siguiente propiedad.

   Decimos que un espacio de Banach {\displaystyle B} es {\displaystyle \zeta }-convexo si existe una función {\displaystyle \zeta \colon B\times B\to \mathbb {R} } simétrica (i.e., {\displaystyle \zeta (x,y)=\zeta (y,x)}), convexa en cada una de sus variables, con {\displaystyle \zeta (0,0)>0} y tal que:
{\displaystyle \|x\|\leq 1\leq \|y\|\quad {\text{implica}}\quad \zeta (x,y)\leq \|x+y\|\quad {\text{para todos }}x,y\in B.}

Concretamente, el resultado de Burkholder dice lo siguiente.

Un espacio de Banach es UMD si y solo si es {\displaystyle \zeta }-convexo.

## Generalizaciones
Muchos espacios importantes en análisis funcional, por ejemplo el espacio de todas las funciones infinitamente diferenciables de {\displaystyle \mathbb {R} } en {\displaystyle \mathbb {R} } o el espacio de todas las distribuciones sobre {\displaystyle \mathbb {R} } son espacios vectoriales completos, pero no normados, no siendo espacios de Banach entonces. En los espacios de Fréchet aún se tiene una métrica completa, mientras que los espacios LF son espacios vectoriales uniformes que surgen como límites de espacios de Fréchet.